# Dolby TrueHD
Dolby TrueHD är ett förlustfritt (eng. lossless) audioformat utvecklat av Dolby Laboratories. Formatet ger stöd för upp till 14 oberoende ljudkanaler. Vidare finns samma metadatafunktioner som i Dolby Digital-formatet. Stöd för TrueHD krävs i HD-DVD-formatet - en HD-DVD-spelare måste kunna avkoda en TrueHD-ström. Blu-ray tillåter TrueHD, men stöd krävs ej.